# Plagiothecium cacti
Plagiothecium cacti là một loài Rêu trong họ Plagiotheciaceae. Loài này được (Müll. Hal.) Kindb. miêu tả khoa học đầu tiên năm 1891.